# Escilunte
Escilunte (en griego antiguo: Σκιλλοὗς) es el nombre de una ciudad griega antigua de Trifilia.
Los esciluntios combatieron contra los eleos, en la guerra de Pisa contra Elis.
A comienzos del siglo V a. C. era una comunidad perieca de Elis. Según la estipulaciones de la Paz de Antálcidas (387 a. C.) se liberó del gobierno eleo.
Formó parte de la federación trifilia, y más tarde de la Liga Arcadia. Después de la Expedición de los Diez Mil (400 a. C.), Jenofonte fue desterrado de Atenas y los lacedemonios le entregaron una posesión en Escilunte, donde se estableció con sus hijos Grilo y Diodoro. En el año 371 a. C. los eleos reclamaron que Escilunte pertenecía a su territorio, aunque no hay evidencias de esto. En cualquier caso, a partir de esa fecha no hay más noticias de la ciudad.
Los esciluntios construyeron un templo a Atenea Esciluntia, que ha sido identificado. Se ha sugerido su ubicación cerca del pueblo actual de Makrysia o de Kampouli.